# Liszki (Rajcza)
Liszki – część wsi Rajcza w Polsce, położona w województwie śląskim, w powiecie żywieckim, w gminie Rajcza.
W latach 1975–1998 Liszki administracyjnie należały do województwa bielskiego